# She's My Baby
«She's My Baby» es una canción del supergrupo Traveling Wilburys, publicada como primer tema del álbum de estudio Traveling Wilburys Vol. 3. La canción, que contó con la colaboración de Gary Moore tocando la guitarra principal, fue también publicada como primer sencillo promocional del álbum y alcanzó el segundo puesto en la lista estadounidense Mainstream Rock Tracks.

## Lista de canciones
Todas las canciones escritas y compuestas por Traveling Wilburys. 
| Sencillo en 7" |                                |          |  |
| N.º            | Título                         | Duración |  |
| 1.             | «She's My Baby»                |          |  |
| 2.             | «New Blue Moon» (Instrumental) |          |  |

| Sencillo en 12" y CD |                                |          |  |
| N.º                  | Título                         | Duración |  |
| 1.                   | «She's My Baby»                |          |  |
| 2.                   | «New Blue Moon» (Instrumental) |          |  |
| 3.                   | «Runaway»                      |          |  |

## Posición en listas
| País           | Lista                  | Posición |
| -------------- | ---------------------- | -------- |
| Australia      | ARIA Singles Chart     | 45       |
| Estados Unidos | Mainstream Rock Tracks | 2        |